# Sergio Mattarella
Sergio Mattarella (* 23. července 1941 Palermo) je italský politik a od 3. února 2015 prezident Italské republiky.
V letech 1983–2008 byl členem parlamentu a v několika vládách ministrem za Křesťanskodemokratickou stranu. Od roku 2011 působil jako ústavní soudce. Prezidentem Italské republiky byl zvolen 31. ledna 2015 při čtvrtém hlasování, když získal 665 hlasů. Dne 3. února 2015 složil přísahu a ujal se úřadu.
Po šesti neúspěšných kolech při volbě prezidenta v roce 2022, kdy se nepodařilo zvolit jeho nástupce, souhlasil s tím, že bude mandát vykonávat další funkční období.

## Život a politická kariéra
Sergio Mattarella se narodil do tradiční křesťansko-demokratické rodiny. Je synem bývalého ministra Bernarda Mattarelly a bratrem Piersantiho Mattarelly, který stál v čele autonomní sicilské vlády od roku 1978 až do svého zavraždění sicilskou mafií 6. ledna 1980.
V roce 1964 vystudoval práva na univerzitě v Palermu a roku 1967 se stal advokátem. Na své alma mater později i vyučoval, a to až do svého zvolení poslancem parlamentu v roce 1983.
Dne 21. října 1998 se stal vicepremiérem ve vládě Massima D'Alemy, později přijal i funkci ministra obrany, kterou si udržel i za následujícího premiéra Guiliana Amata. V této roli plně podporoval účast NATO v kosovské válce a zrušil povinnou vojenskou službu. V roce 2001 se přidal k centristickému spolku stran Demokracie je svoboda – La Margherita.
Je nositelem řádu Velkého kříže za zásluhy o Italskou republiku.

## Vyznamenání
- Řád za zásluhy v kultuře a umění – Itálie, 27. prosince 1991[3]
- čestný rytíř-komandér Řádu britského impéria – Spojené království, 16. října 2000
- velkokříž Řádu zásluh o Italskou republiku – Itálie, 24. října 2011[4]
- velkokříž s řetězem Řádu Pia IX. – Vatikán, 17. dubna 2015[5]
- velkokříž Řádu Spasitele – Řecko, 26. listopadu 2015[6]
- velkokříž Řádu za chrabrost – Kamerun, 11. března 2016[7]
- velkokříž Řádu svatého Olafa – Norsko, 6. dubna 2016[8][9]
- velkokříž s řetězem Řádu rumunské hvězdy – Rumunsko, 11. června 2016[10]
- řádový řetěz Řádu aztéckého orla – Mexiko, 4. července 2016[11]
- velkokříž Řádu Stará planina – Bulharsko, 12. září 2016
- řetěz Maltézského záslužného řádu – Suverénní řád Maltézských rytířů, 27. října 2016[12]
- velkokříž s řetězem Řádu osvoboditele generála San Martína – Argentina, 8. května 2017[13]
- velkokříž Řádu nizozemského lva – Nizozemsko, 20. června 2017[14]
- Národní řád za zásluhy – Malta, 13. září 2017[15]
- velkokříž s řetězem Řádu bílé růže – Finsko, 27. září 2017[16][17]
- velkokříž s řetězem Řádu svobody – Portugalsko, 6. prosince 2017[18]
- velkokříž s řetězem Řádu tří hvězd – Lotyšsko, 29. června 2018[19]
- Řád kříže země Panny Marie I. třídy s řetězem – Estonsko, 2. července 2018[20]
- velkokříž Řádu Vitolda Velikého se zlatým řetězem – Litva, 3. července 2018[21]
- Řád Hejdara Alijeva – Ázerbájdžán, 18. července 2018[22]
- velkokříž Řádu slávy – Arménie, 30. července 2018[23]
- rytíř Řádu Serafínů – Švédsko, 13. listopadu 2018[24]
- velkohvězda Čestného odznaku Za zásluhy o Rakouskou republiku – Rakousko, 1. července 2019
- velkokříž speciální třídy Záslužného řádu Spolkové republiky Německo – Německo, 19. září 2019
- Řád za mimořádné zásluhy – Slovinsko, 20. září 2021 – za osobní zásluhy o prohlubování přátelských vazeb mezi Slovinskem a Itálií a za příkladnou péči o společnou evropskou budoucnost[25]